# Saint-Vincent-Bragny
Saint-Vincent-Bragny este o comună în departamentul Saône-et-Loire, Franța. În 2009 avea o populație de 962 de locuitori.

## Evoluția populației
| An        | 1975 | 1982 | 1990 | 1999 | 2006 | 2009 |
| --------- | ---- | ---- | ---- | ---- | ---- | ---- |
| Populație | 797  | 796  | 858  | 853  | 919  | 962  |